# Desde el alto cielo
Desde el alto cielo es un villancico, su letra es de Fray Fernando de Jesús Larrea y Davalos, su música fue compuesta por el ecuatoriano Guillermo Garzón .

## Historia
El autor de origen otavaleño fue inspirado por las festividades de diciembre. El villancico tiene elementos pentafónicos andinos, (mitad sanjuanito y mitad pasacalle).
EL villancico fue popularizado en la década de los 60 por el dúo de hermanos adolescente de apellido Trujillo, cuando grabaron el disco titulado Cantan Dulce Jesús Mio.